# Religia w Turcji

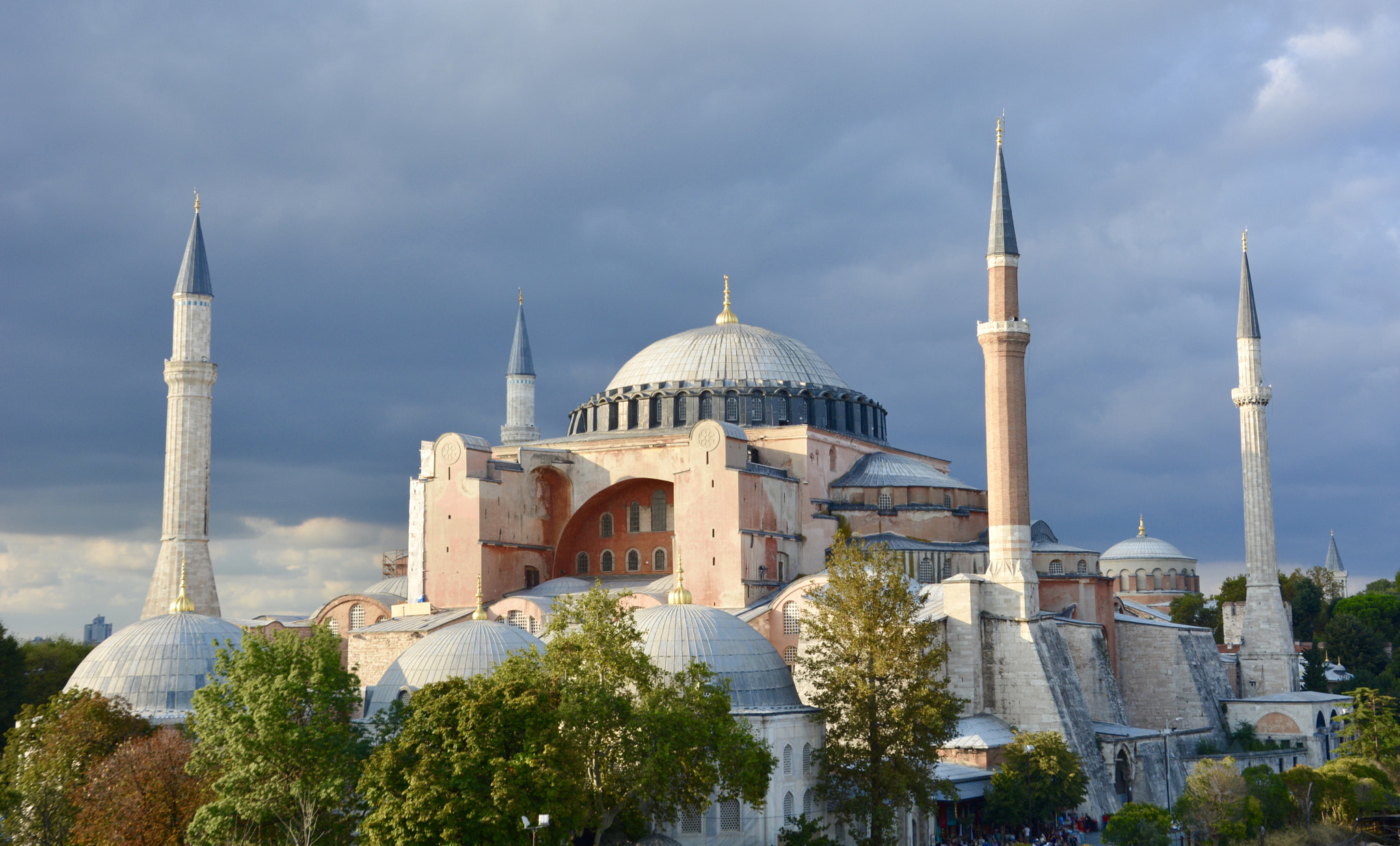
Muzeum Hagia Sophia

Religia w Turcji – od stuleci zdominowana jest przez islam, który wyznaje zdecydowana większość (98,3%) społeczeństwa. Około 1,2% jest niewierząca, a 0,5% wyznaje inne religie, głównie chrześcijaństwo. Przed islamem w Turcji powszechne było chrześcijaństwo.
Według najnowszego sondażu Eurobarometru z 2010 roku odpowiedzi mieszkańców Turcji na pytania w sprawie wiary były następujące:
- 94% – „Wierzę w istnienie Boga”,
- 1% – „Wierzę w istnienie pewnego rodzaju ducha lub siły życiowej”,
- 1% – „Nie wierzę w żaden rodzaj ducha, Boga lub siły życiowej”,
- 4% – „Nie wiem”.

## Wolność religijna

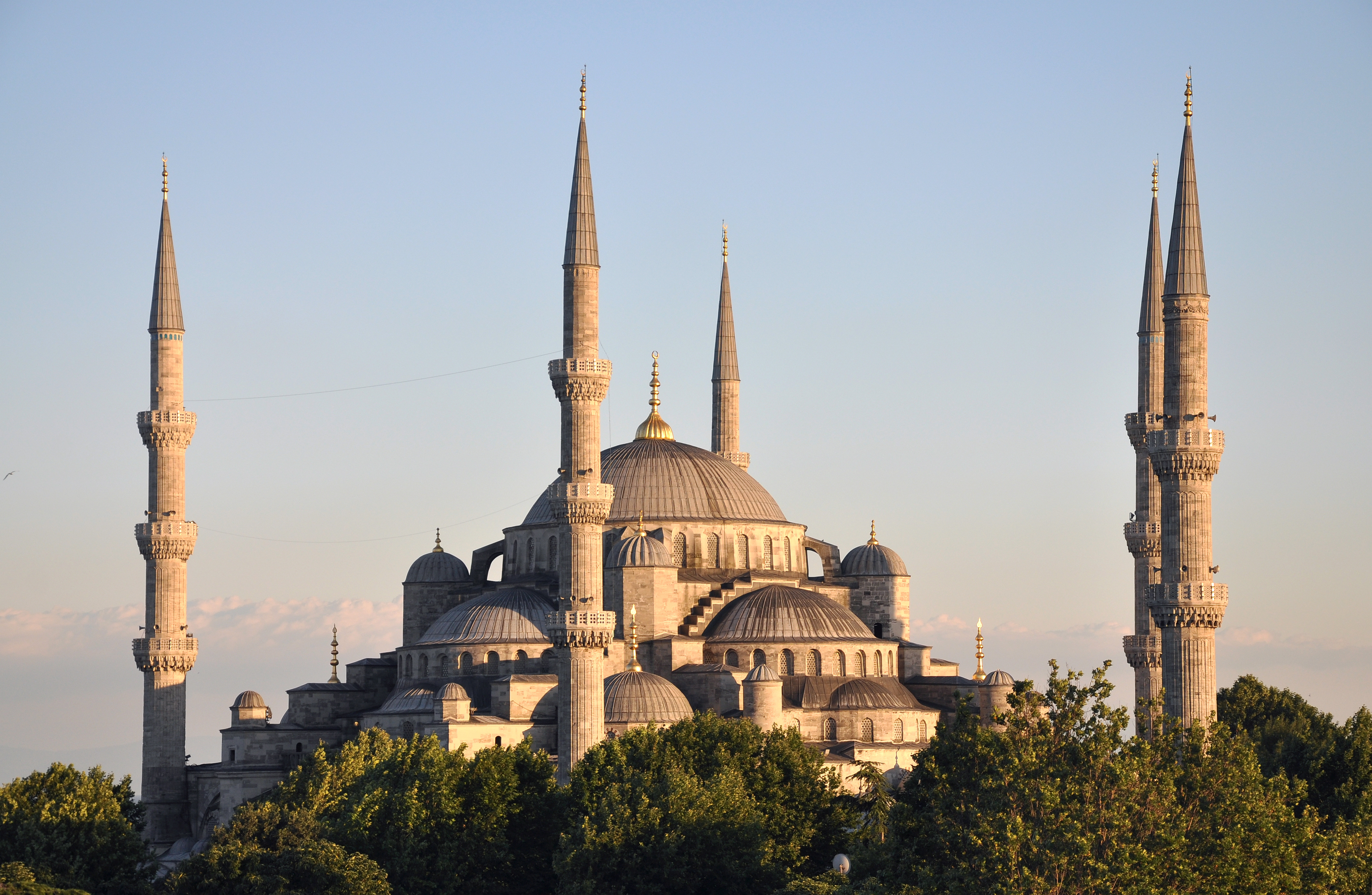
Błękitny Meczet w Stambule

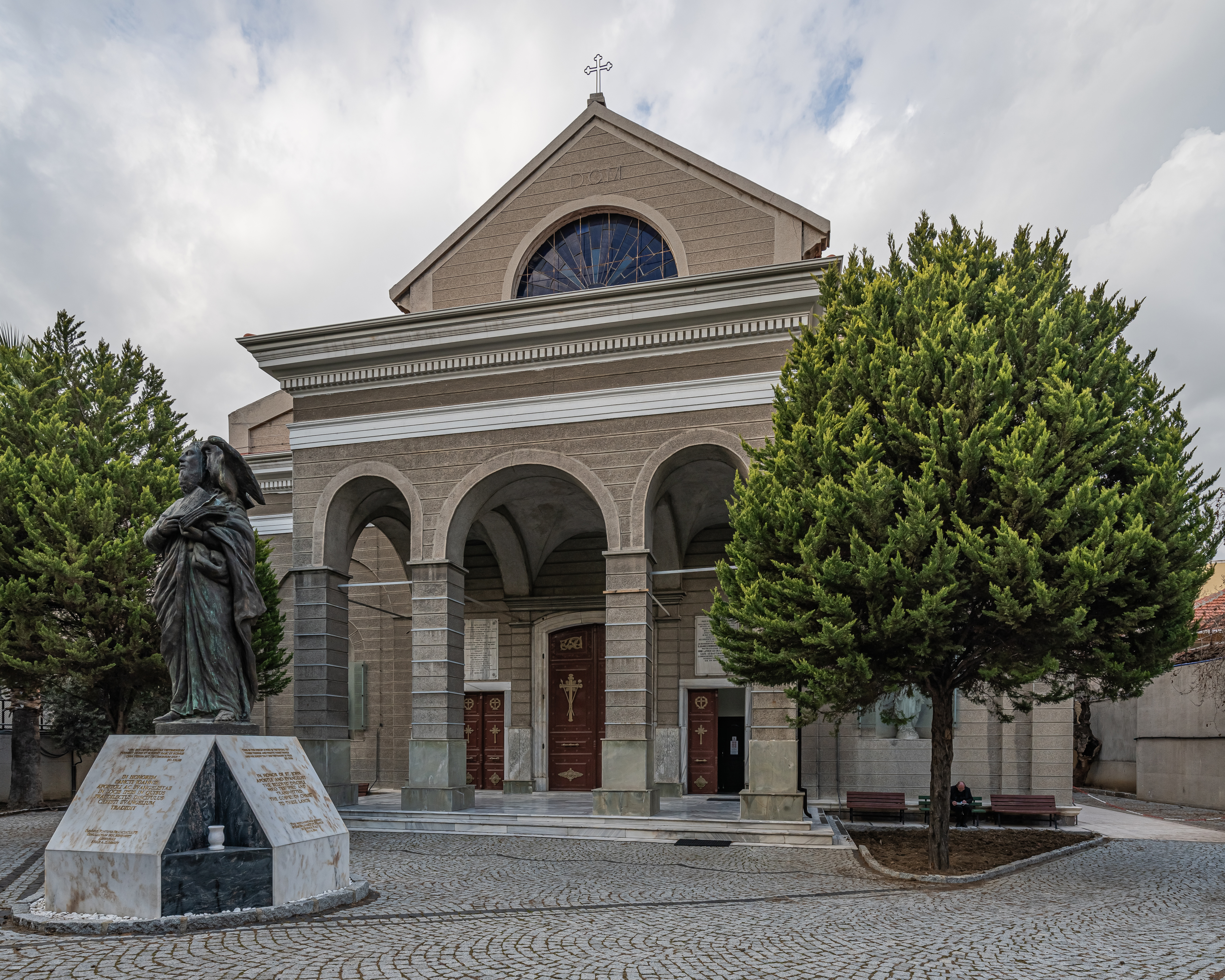
Rzymskokatolicka Katedra Św. Jana w Izmirze

Konstytucja Turcji określa kraj jako państwo świeckie. Zapewnia wolność sumienia, przekonań religijnych, kultu i zakazuje dyskryminacji ze względu na religię. Jednak rząd nie uznaje prawa do sprzeciwu wobec służby wojskowej. Turcja w 2019 roku znalazła się na 26. miejscu w Światowym Indeksie Prześladowań sporządzonym przez organizację Open Doors. Jako główny powód prześladowania chrześcijan podano nacjonalizm islamski.

## Islam
Turcy przybyli z Azji Środkowej w X wieku i zostali nawróceni na islam. Kiedy osiedlili się we współczesnej Turcji, ustanowili swój rząd, zwyczaje i prawa według zasad islamu. Powstały także instytucje społeczno-religijne zwane bractwami sufickimi. Islamizacja Anatolii rozpoczęła się po Bitwie pod Manzikertem w 1071 roku. Dalej rozpowszechnieniu islamu przyczyniło się Imperium Osmańskie (1299-1922), gdzie sułtan był uważany za „obrońcę islamu”.
Do roku 1923 islam był oficjalną religią państwową ówczesnego Imperium Osmańskiego. Wraz z utworzeniem Republiki Tureckiej w roku 1923 państwo i religia zostały oddzielone od siebie.
Obecnie większość muzułmanów w Turcji to sunnici, którzy stanowią 77,5% wszystkich wyznawców islamu. Pozostałe odłamy w Turcji to głównie alewici, szyici-dżafaryci i alawici. Szacuje się, że Turcja liczy ponad 85 tysięcy meczetów. W 2015 roku Pew Research Center oszacował liczbę muzułmanów na 75,5 miliona, co czyni z Turcji ósmy kraj co do liczebności wyznawców islamu.

## Chrześcijaństwo

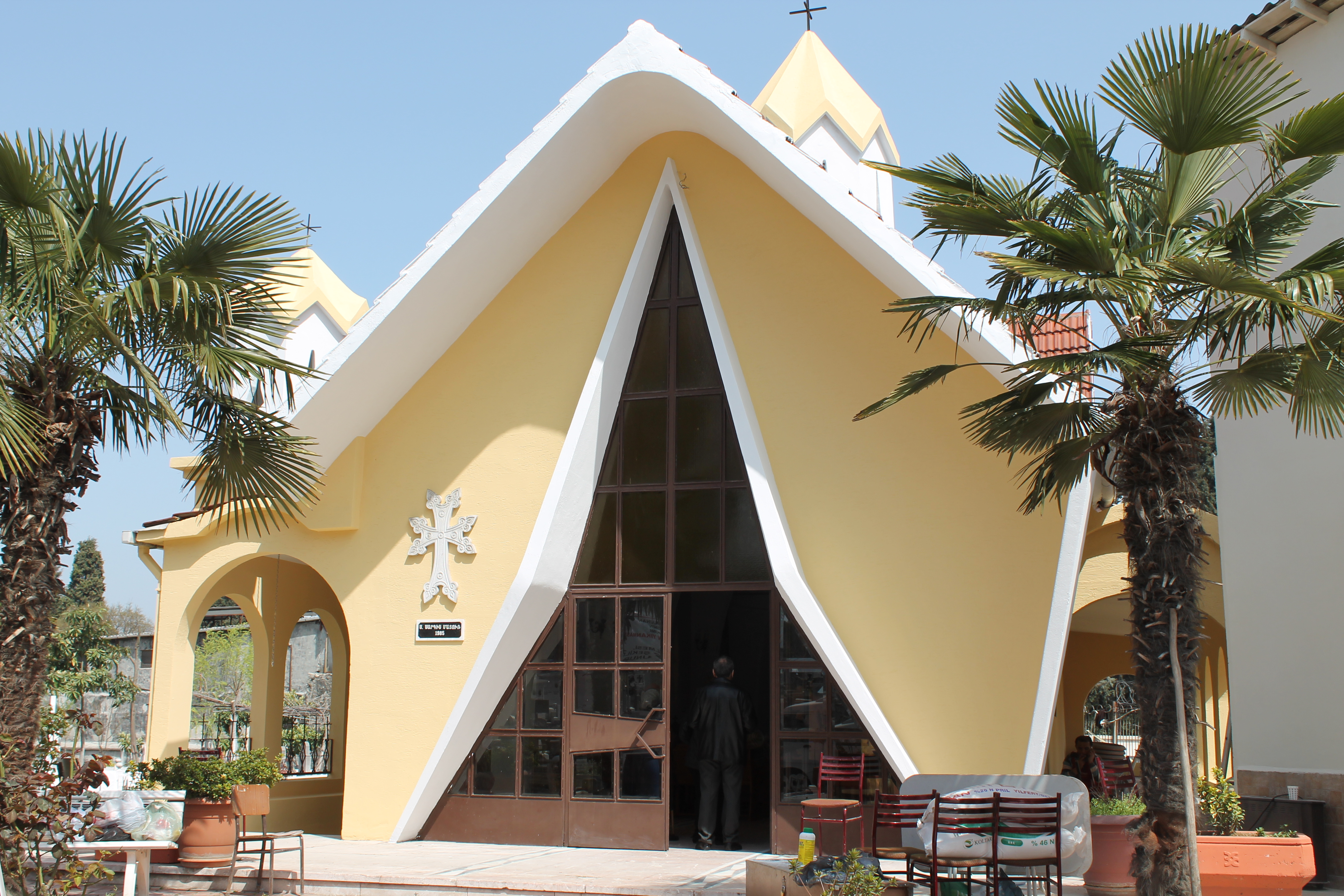
Ormiański kościół w Stambule

Chrześcijaństwo w Turcji ma długą historię, sięgającą I wieku naszej ery. Z powodu historycznych obciążeń, takich jak ludobójstwo Ormian i Asyryjczyków, a także ludobójstwo Greków odsetek chrześcijan w Turcji spadł z prawie 25% w 1914 roku, do mniej niż 0,5% obecnie. W przybliżeniu przekłada się to na 200 tysięcy wyznawców.
Konstantynopol (współczesny Stambuł) i Antiochia (współczesna Antakya), w Turcji były obok Rzymu, Aleksandrii i Jerozolimy dwoma z pięciu starożytnych patriarchatów chrześcijańskich. Stambuł długo był miastem największej katedry na świecie – Hagia Sophia. Od jej budowy w VI wieku do podboju Stambułu przez Turków w 1453 roku Hagia Sophia służyła jako centrum religijne dla chrześcijaństwa wschodniego i Cesarstwa Bizantyjskiego. Ta wielka budowla stała się meczetem dla Turków, który został przekształcony w muzeum w 1935 roku po tym, jak Turcja stała się republiką świecką.
Obecnie do największych grup chrześcijan w Turcji należą: ormianie i prawosławni (88,5 tys.), katolicy (38,7 tys.), protestanci (34,2 tys.). Poza chrześcijanami niezależni (21,6 tys., w tym Świadkowie Jehowy – 5,4 tys.) i niestowarzyszeni (10,8 tys.). Większość chrześcijan, szczególnie ormiańskich, zamieszkuje okręg stambulski.

## Inne religie
Inne religie w Turcji to między innymi: buddyzm (37,6 tys.), bahaizm (22,4 tys.), judaizm (16,7 tys.), tradycyjne religie plemienne (12,4 tys.) i jezydzi (1 tys.).